# Geraldo Flach
Geraldo Flach (Porto Alegre, 6 de agosto de 1945 — Porto Alegre, 3 de janeiro de 2011) foi um compositor, pianista, arranjador e produtor musical brasileiro.

## Biografia
Estudou piano erudito desde os cinco até os vinte anos de idade, tendo como mestres os maestros Max Brückner e Roberto Eggers, e a pianista Zuleika Rosa Guedes. Iniciou sua carreira profissional aos quatorze anos de idade, tocando em conjuntos de baile e, na década de 1960, formou um trio de piano, baixo e bateria, fazendo várias apresentações, além de ter um programa próprio na TV Piratini.
Atuou em vários movimentos musicais, entre os quais a Frente Popular Gaúcha de Música Popular e a MusicaNossa, no Rio de Janeiro. Atuou ao lado de grandes nomes da música brasileira e fez muitos recitais no Brasil e exterior, além de gravar vários discos e receber premiações, direcionando sua música para o terreno popular.
Geraldo Flach faleceu vítima de câncer,  no Hospital Mãe de Deus, aos 65 anos de idade.

## Prêmios e indicações

### Prêmio Açorianos
| Ano  | Categoria                                        | Indicação                                                     | Resultado |
| ---- | ------------------------------------------------ | ------------------------------------------------------------- | --------- |
| 1991 | Disco                                            | Piano                                                         | Indicado  |
| 1992 | Compositor                                       | Geraldo Flach                                                 | Venceu    |
| 1992 | Disco                                            | Geraldo Flach & Luiz Carlos Borges (com Luiz Carlos Borges)   | Venceu    |
| 1992 | Arranjador                                       | Geraldo Flach                                                 | Indicado  |
| 1994 | Instrumentista de Teclados                       | Geraldo Flach                                                 | Venceu    |
| 1995 | Arranjador                                       | Geraldo Flach                                                 | Indicado  |
| 1995 | Instrumentista de Teclados                       | Geraldo Flach                                                 | Indicado  |
| 1998 | Arranjador                                       | Geraldo Flach                                                 | Venceu    |
| 2005 | Compositor de Música Instrumental                | Geraldo Flach                                                 | Venceu    |
| 2005 | Instrumentista/Intérprete de Música Instrumental | Geraldo Flach                                                 | Indicado  |
| 2005 | Disco de Música Instrumental                     | Meu Piano                                                     | Indicado  |
| 2010 | Instrumentista de MPB                            | Geraldo Flach                                                 | Indicado  |
| 2010 | Arranjador                                       | Geraldo Flach (por Vivências, de Victor Hugo e Geraldo Flach) | Indicado  |